# Società Italiana Aviazione
Pour les articles homonymes, voir SIA et Sia Furler.
La Società Italiana Aviazione S.p.A., aussi connue sous son seul sigle S.I.A. SpA, était une société italienne spécialisée dans le domaine de la construction aéronautique. Cette société a été créée à Turin en 1916, par le groupe Fiat S.p.A. qui s'en servit de filiale pour la construction d'avions militaires.

## Histoire
L'importance croissance de l'aviation attira l'intérêt du groupe Fiat, déjà omnipotent dans l'économie italienne de l'époque. Durant les toutes premières années 1900, l'entreprise turinoise conçut et réalisa son premier moteur d'avion, le Fiat SA.8/75, un moteur V8 refroidi à l'air. Sur cette première base réussie, Fiat développa cette activité et présentera une véritable gamme avec les moteurs Fiat S.71 et Fiat S.53, des 4 cylindres refroidis à l'eau. Le but du groupe Fiat était en fait de devenir un fournisseur de l'aviation militaire avec des avions complets. Les préparatifs qui conduisirent à la Première Guerre mondiale attisèrent bon nombre de constructeurs et Fiat se lança dans la fabrication de ses propres moteurs d'avion en grande série. Le moteur Fiat A.10 sera choisi pour équiper les bombardiers Farman MF.11 et Caproni Ca.2, Caproni Ca.32 et Caproni Ca.33.
Le déclenchement du conflit de la Première Guerre mondiale, en 1914, démontra que les armées en guerre devaient disposer d'un nombre très élevé d'avions ce qui conforta Fiat dans sa décision de se lancer dans la construction aéronautique et de produire ses propres avions de guerre en créant la Società Italiana Aviazione S.p.A. en 1916 et en installant ses ateliers dans l'usine Fiat située Via Madama Cristina et Via Nizza. Après la production de quelques exemplaires du Farman MF 1914, la fabrication prit son essor avec les modèles Pomilio SP1, SP2 et SP3 ainsi que les SPA pour attendre la fin des études de conception des nouveaux SIA 7.
En 1918, la société sera intégrée dans le groupe Fiat et prendra la raison sociale de Fiat Aviazione.

## Production
| Modèles | Année | Type                               | Exemplaires | Notes                              |
| SIA 5   | 1916  | bombardier/avion de reconnaissance |             | Farman MF.11 fabriqué sous licence |
| SIA 7   | 1917  | bombardier/reconnaissance          |             |                                    |
| SIA 7B  | 1917  | bombardier/reconnaissance          |             |                                    |
| SIA 9   | 1917  | bombardier/reconnaissance          |             |                                    |